# Duncan Haldane
Pour les articles homonymes, voir Haldane.
Duncan Haldane est un physicien universitaire britannique, né le 14 septembre 1951 à Londres.

## Biographie

### Éducation
Duncan Haldane décroche son doctorat en 1978 sous la supervision de Philip Warren Anderson.

### Carrière
Duncan Haldane passe son doctorat à l'université de Cambridge. Il travaille comme physicien à l'Institut Laue-Langevin de Grenoble entre 1977 et 1981 avant de rejoindre l'université du Sud de la Californie.

## Recherches
Duncan Haldane est reconnu pour une grande variété de contributions fondamentales à la physique de la matière condensée, dont la théorie des liquides de Luttinger, la théorie des chaînes de spin antiferromagnétiques, à une dimension, le gap de Haldane, le modèle de Haldane-Shastry, l’effet Hall quantique fractionnaire...

## Récompenses
Duncan Haldane est lauréat du prix Nobel 2016 avec John M. Kosterlitz et David J. Thouless pour leurs « découvertes théoriques des transitions de phase topologiques et des phases topologiques dans la matière »,.